# ابسردوییه (عنبرآباد)
ابسردوییه (عنبرآباد)، روستایی از توابع بخش جبالبارز جنوبی شهرستان عنبرآباد در استان کرمان ایران است.

## جمعیت
این روستا در دهستان مردهک قرار دارد. براساس سرشماری مرکز آمار ایران در سال ۱۳۸۵، جمعیت آن ۶۹ نفر (۱۸ خانوار)، براساس سرشماری مرکز آمار ایران در سال ۱۳۹۰، جمعیت آن ۳۷ نفر (۱۸ خانوار) و براساس سرشماری مرکز آمار ایران در سال ۱۳۹۵، جمعیت آن ۶۹ نفر (۱۹ خانوار) بوده است.